# Демьяновка (Кременчугский район)
Демьяновка (укр. Дем'янівка) — село Кременчугского района Полтавской области Украины. Ранее входило в состав упразднённого Погребняковского сельсовета Семёновского района.
Код КОАТУУ — 5324586303. Население по переписи 2001 года составляло 560 человек.

## Географическое положение
Село Демьяновка находится на левом берегу дельты реки Сула, выше по течению на расстоянии в 1,5 км расположено село Погребняки, ниже по течению на расстоянии в 5 км расположено село Липовое (Глобинский район), на противоположном берегу — село Лящовка (Чернобаевский район).

## История
Село основано в середине XVIII века генеральным бунчужным Демьяном Васильевичем Оболонским на территории, которая до этого принадлежала Лубенскому полку, но вошла в состав Миргородского полка Гетманщины.
Значилось на карте Carte de la Russie Europeenne en LXXVII feuilles executee au Depot general de la Guerre 1812 года, использовавшейся Наполеоном в подготовке к войне с Россией.

## Экономика
- Молочно-товарная ферма.
- «Демьяновка», филиал ООО им. Шевченко.

## Объекты социальной сферы
- Школа І—ІІ ст.

## Достопримечательности
- Сулинский ландшафтный заповедник общегосударственного значения.
- Деревянная церковь св. Николая[3]. Вновь построена в 1845, колокольня в 1891 году.[источник не указан 1456 дней]